# Addison S. McClure
Addison S. McClure (Wooster (Ohio), 10 octobre 1839 - Wooster (Ohio), 17 avril 1903) est un homme politique américain.